# Ордашев, Арби Умарович
Арби́ Ума́рович Орда́шев (род. 28 марта 1983, Ташкент) — российский спортсмен, чемпион России по тхэквондо, чемпион мира среди военнослужащих, мастер спорта России международного класса. Выступал в весовой категории свыше 84 кг. Его тренировал Константин Хаткевич. Ныне Ордашев является тренером в спортивной школе № 114 «Рекорд» в Зеленограде.

## Спортивные результаты
- Первенство Вооружённых Сил 2004 года —
- Чемпионат мира среди военнослужащих 2004 года —
- Чемпионат Москвы 2005 года —
- Кубок России 2006 года —
- Чемпионат России 2007 года —